# Chiesa di Santa Caterina Martire (Roma)
La chiesa di Santa Caterina Martire (o Santa Caterina d'Alessandria) è un luogo di culto ortodosso di Roma, sede dell'omonima parrocchia dipendente dal Patriarcato di Mosca. Essa si trova all'interno del parco di Villa Abamelek, residenza dell'Ambasciatore della Federazione Russa a Roma, è situata in via del Lago Terrione, 77/79.

## Storia

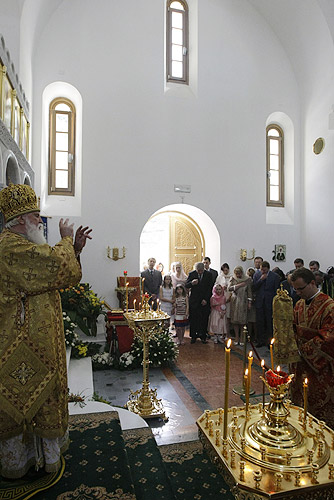
Consacrazione della chiesa

All'inizio degli anni novanta, a seguito anche del cambio di regime politico in Russia, la comunità ortodossa si è organizzata per avere una chiesa ortodossa russa a Roma, ottenendo la benedizione del Patriarca di Mosca e di tutta la Russia Alessio II. Nell'ottobre del 1999 l'Ambasciata della Federazione Russa a Roma ha fatto formale richiesta al Ministero degli affari esteri della Repubblica Italiana ed al Comune di Roma per ottenere la possibilità di costruire l'edificio.
Nel maggio 2000 al Comune di Roma è stato presentato il progetto della Chiesa di Santa Caterina Martire di Andrej Obolenskij, direttore del Centro di costruzioni artistiche «Archkram» del Patriarcato di Mosca, che prevede la costruzione della chiesa nel comprensorio in proprietà della Federazione Russa, adiacente alla residenza dell'ambasciatore della Federazione Russa a Villa Abamelek, all'angolo di via Lago Terrione e via delle Fornaci. La chiesa verrà alta 29 metri e avrà una superficie generale di 698,04 metri quadri per un volume generale di 5056,28 metri cubi.
Il 14 gennaio 2001 all'interno di Villa Abamelek, alla presenza dei ministri degli esteri italiano e russo, Igor Ivanov e Lamberto Dini si è svolta la cerimonia della posa della prima pietra, benedetta dall'arcivescovo di Korsun' Innokentij. A partire dal 2001, nei periodi di Pasqua, di Natale e nel giorno di Santa Caterina (25 novembre/7 dicembre) si celebra messa sul luogo della futura chiesa.
Il 20 dicembre 2001 la Giunta Regionale di Lazio ha approvato la legge N 41, secondo la quale per le sedi di rappresentanza diplomatica e consolare "è consentita in deroga la costruzione di edifici autonomi da destinare ad attività di culto per soddisfacimento delle esigenze della comunità". Nel giugno 2002 grazie all'interessamento dell'ambasciata è stata ottenuta la licenza edilizia. Il 6 maggio 2003 a Villa Abamelek si è svolta una serata dedicata all'inizio dei lavori di costruzione, partiti nell'estate dello stesso anno. Il 19 maggio 2004 viene fondata un'associazione (benedetta da Alessio II) il cui fine è raccogliere i mezzi per la costruzione della chiesa.
Il 19 maggio 2006 ha avuto luogo la minore consacrazione della chiesa, cerimonia a cui hanno partecipato tra gli altri il sindaco di Mosca Luzhkov, l'ambasciatore di Russia in Italia Alexey Meshkov ed il capo del dipartimento per gli affari esteri del Patriarcato di Mosca Sua Eminenza Metropolita Cirillo di Smolensk e Kaliningrad.
Nel dicembre 2007 vi è stata la consacrazione della cripta, dedicata ai santi Costantino ed Elena.
Sabato 23 maggio 2009 è avvenuta la cerimonia di inaugurazione della nuova chiesa.
Il 13 febbraio 2010 vi si è svolto il funerale di Pio Filippani Ronconi.